# Gerrie & Louise
Gerrie & Louise é um documentário canadense de 1997 dirigido por Sturla Gunnarsson. O filme examina a era pós-apartheid da África do Sul.

## Sinopse
Este documentário centra-se no recém-casados Gerrie e Louise. Gerrie é um ex-membro das forças armadas do Sul Africano e foi envolvido em operações de apoio ao apartheid, incluindo operações onde os civis em oposição ao apartheid foram torturados. Louise é um ex-jornalista que cobria os protestos que levaram à queda do apartheid e, em seguida, tornou-se o principal investigador para a Comissão da Verdade e Reconciliação da África do Sul.

## Premiações e Indicações
| Ano  | Cerimônia          | Resultado | Prêmio              |
| ---- | ------------------ | --------- | ------------------- |
| 1997 | Emmy Internacional | Venceu    | Melhor Documentário |